# 范青
范青（？—？），又名胡登山、胡捷三、胡杰三、范青仁，中国共产党早期人物、日军间谍。

## 生平
1925年，加入大连中华工学会。1927年，加入中国共产党，不久7月叛变成为日本特务机关密探。1927年在大连沙河口中共地下党遭到他破坏后，经大连沙河口日本警察署高等主任米木寿夫介绍到日本警察署当特务，介绍潜入抚顺，与日本人须贺蜂重雄接上关系，得到宫奇和陈明歧重用，集资合股开办了永兴翻砂厂（永兴铁工厂），并担任抚顺警察署密探。他蒙骗中共满洲省委被恢复党籍，负责抚顺工作，在此以后，他经常向日本特务机关告密，使抚顺地下党组织多次惨遭破坏。1929年8月30日，由于他的叛变，马守愚、杨靖宇两人在抚顺居住地福合客栈先后被捕。1930年11月10日，由于他在1930年11月10日晚的会议结束后，向日本警察署报告了会议及林仲丹来抚顺的情况，林仲丹在11日回奉天的火车上被捕。当晚，中共满洲省委特派员杨一辰到县委找张干民谈工作，与张干民、赵发财一同被捕。12日，日军又在古城子等地逮捕了李鹤年、刘荣之、李德录、杨德昌等24人，中共抚顺县委再次遭到严重破坏。
中华人民共和国成立后，1951年，因调查其曾经接受山东省日本侵华陆军出张所任务参与国军兵运，被判处四年有期徒刑。劳改期间，因调查有余罪和破坏生产，被加刑两年。1964年，抚顺市人民检察院受理公安机关从抚顺监狱劳改犯中挖出范青案件，查处其曾经在1927年至1930年期间，因不断向日军泄密，导致中共大连地委、中共抚顺特委接连遭到破坏。检察院审查并向抚顺市中级人民法院起诉，同年经抚顺市中院判处范青无期徒刑。